# كحول كافيل
كحول كافيل (بالإنجليزية:Caffeyl alcohol) هو مركب عضوي ذو الصيغة الكيميائية: (HO)2C6H3-4-CHCHCH2OH. ترتبط هذه المادة الصلبة عديمة اللون بالكاتيكول من خلال التعلق بكحول الأليل. إنه مقدمة لواحد من الليغنولات الرئيسية الثلاثة.

## المركبات ذات الصلة
مركبان مرتبطان هما ألدهيد الكافيل وحمض الكافيين ، وهذا الأخير هو أيضًا مكون ثانوي من القهوة.

## الميزات
كحول كافيل هو مركب عضوي ، يحتوي على 9 ذرات كربون وله الوزن الجزيئي 180.157 Da.
| ميزة                       | قيمة |
| -------------------------- | ---- |
| عدد متقبلات الهيدروجين     | 4    |
| عدد المتبرعين بالهيدروجين  | 3    |
| عدد روابط الدوران          | 2    |
| معامل التقسيم (ALogP)      | 1,4  |
| الذوبان (logS, log(mol/L)) | -1,6 |
| السطح القطبي (PSA, Å2)     | 77,8 |